# Hauptstrasse 212
Die Hauptstrasse 212, auch Talstrasse und Saastalstrasse genannt, ist eine Hauptstrasse im Kanton Wallis in der Schweiz. Sie ist gemäss dem kantonalen Strassengesetz des Wallis als Hauptstrasse und zudem als Bergstrasse definiert. Sie verläuft als Gebirgsstrasse durch eine Region der Walliser Alpen mit steilen Bergflanken und vielen Wildbächen und weist zur Überwindung von Verkehrshindernissen und zum Schutz vor Naturgefahren zahlreiche Kunstbauten auf.
Die Hauptstrasse erschliesst von Visp im Rhonetal aus die Ortschaften im Vispertal bis nach Stalden und führt von dort aus ins Saasertal. Sie dient als Strecke für den Postautokurs von Visp nach Saas-Fee.

## Verlauf
Die Strasse beginnt in Visp beim Kreisverkehr in der Hauptstrasse 9, die durch das Rhonetal führt. Sie heisst in diesem Abschnitt «Talstrasse» und verläuft taleinwärts in das Vispertal auf der (orographisch) rechten Seite des Flusses Vispa. Zwischen der Strasse und dem Flussbett liegt das Trassee der Brig-Visp-Zermatt-Bahn. 1,5 km südlich von Visp unterquert die Strasse die Vispertalbrücken der Autobahn A9 zwischen dem Vispertunnel und dem Eyholztunnel der Visper Südumfahrung; die Talstrasse ist mit einem Halbanschluss im Berginneren mit der Autobahn im Eyholztunnel verbunden. Zwei Kilometer weiter südlich erreicht die Strasse aus dem Vispertaltunnel die Hauptstrasse 212. Dieser 3,26 km lange Tunnel wurde 1997 in Betrieb genommen, um das Zentrum von Visp vom Strassenverkehr in die Vispertäler zu entlasten; von 2019 bis 2015 wurde der Tunnel gesperrt und im Nordabschnitt zu einem Bestandteil der Autobahn A9 umgebaut.
Bei Stalden überquert die Hauptstrasse 212 bei Räbwier die Vispa und 600 Meter weiter südlich auf der 2019 fertiggestellten Chineggabrücke die Mattervispa. Die 271 lange, auf bis zu 60 Meter hohen Pfeilern stehende Brücke bildet das Hauptbauwerk der Umfahrung von Stalden. Früher durchquerte der gesamte Verkehr der oberen Vispertäler das Dorf und überquerte die Mattervispa weiter oben auf der Illasbrücke und vor deren Bau 1959 auf der Merjenbrücke (Merjubrigga) von 1930. Vorher hatte während Jahrhunderten die 1545 von Baumeister Ulrich Ruffiner errichtete Chibrigga, die etwas unterhalb der Chineggabrücke steht, den Verkehr zu den alten Saumpfaden in den Tälern und über die Alpenpässe ermöglicht. Die Chibrigga und die Merjubrigga sind als historische Kulturgüter geschützt.
Südlich der Chineggabrücke steigt die Hauptstrasse 212 mit einer weiten Kurve und von einem Tunnel gegen Steinschlag geschützt oberhalb des Weilers Chinegga zum Kreisverkehr beim Weiler Illas, wo die Mattertalstrasse (Hauptstrasse 213) nach Zermatt abzweigt. Sechs Kilometer weit verläuft die Strasse am sehr steilen Berghang links von der Saaservispa. Sie durchquert Eisten und ist in der Umgebung dieser Ortschaft wegen erheblicher Gefahr durch Steinschlag, Lawinengefahr und Rüfen an vielen Stellen mit Galerien und Tunnels geschützt. Von Huetegga bis Saas-Balen überquert die Strasse dreimal die Mattervispa. In Saas-Grund überquert sie den Triftbach und verzweigt sich im Ortszentrum in die Kantonsstrasse nach Saas-Fee und die Innere Saastalstrasse (Hauptstrasse 212.1) nach Saas-Almagell. Der 1951 gebaute Strassenabschnitt von Saas-Grund nach Saas-Fee steigt fast 250 Meter an der steilen westlichen Talflanke empor. Die Strasse endet beim grossen Parkhaus der verkehrsfreien Ferienstation und am Postplatz in Saas-Fee.

## Naturgefahren
Von den sehr steilen, hohen Bergflanken bedrohen besonders nach starken Niederschlägen eine grosse Gefahr für die Strasse und ihre Benützer durch Steinschlag, Murgänge und Lawinen. Die Strasse ist an besonders exponierten Stellen mit Steinschlag- und Lawinengalerien sowie Steinschlagschutznetzen ausgestattet und führt mit Tunnels unter gefährlichen Bachgräben hindurch. 2021 beschloss der Kanton Wallis den Bau eines 650 Meter langen Tunnels im Gebiet Deibfels.
Steinschläge führten am 3. Februar 2020 und am 24. Dezember 2022 zur Sperrung der Hauptstrasse. Am 10. März 2024 verschüttete eine grosse Lawine die Strasse.
Beim extremen Unwetter am 30. Juni 2024 verschüttete eine grosse Rüfe des Triftbachs die Strasse in Saas-Grund.
Am 5. September 2024 riss eine Rüfe im Tobel des Mattwaldbachs ein Stück der Strasse weg und beschädigte auch die neue Bodenbrücke zwischen Eisten und Saas-Baalen.

## Bilder

Saumpfad bei Eisten vor dem Bau der Strasse
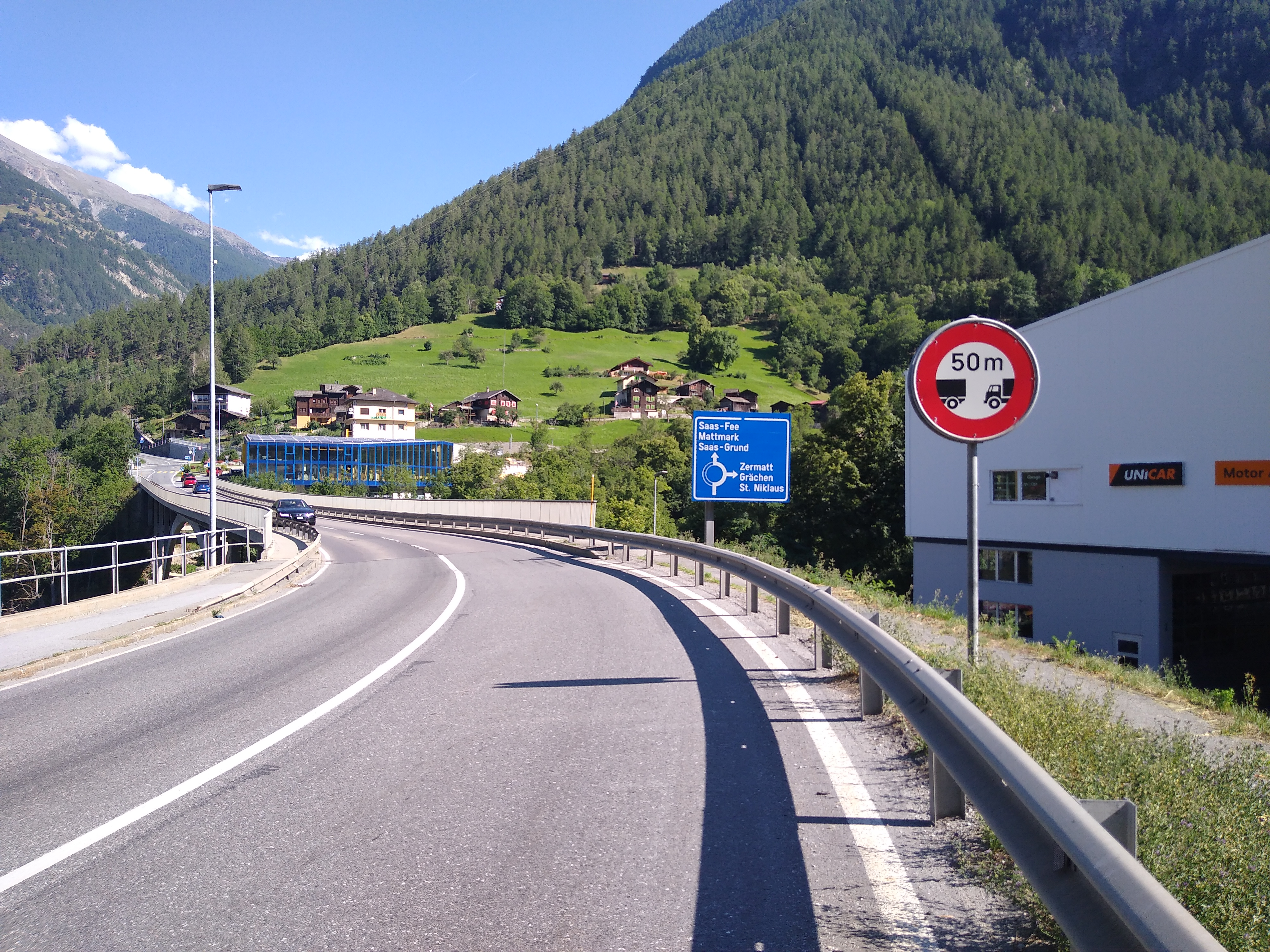
Illasbrücke
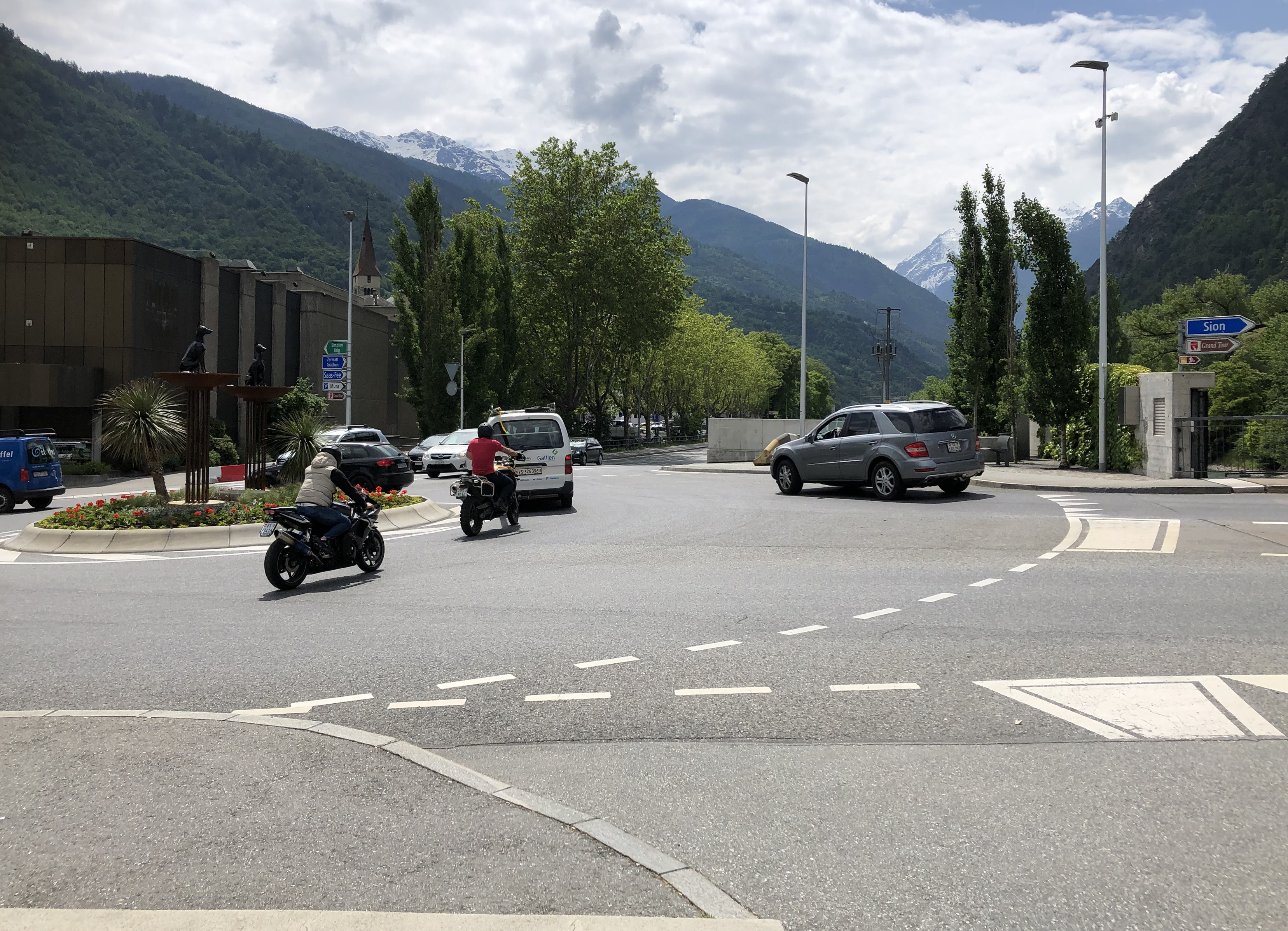
Anfang der H212 in Visp
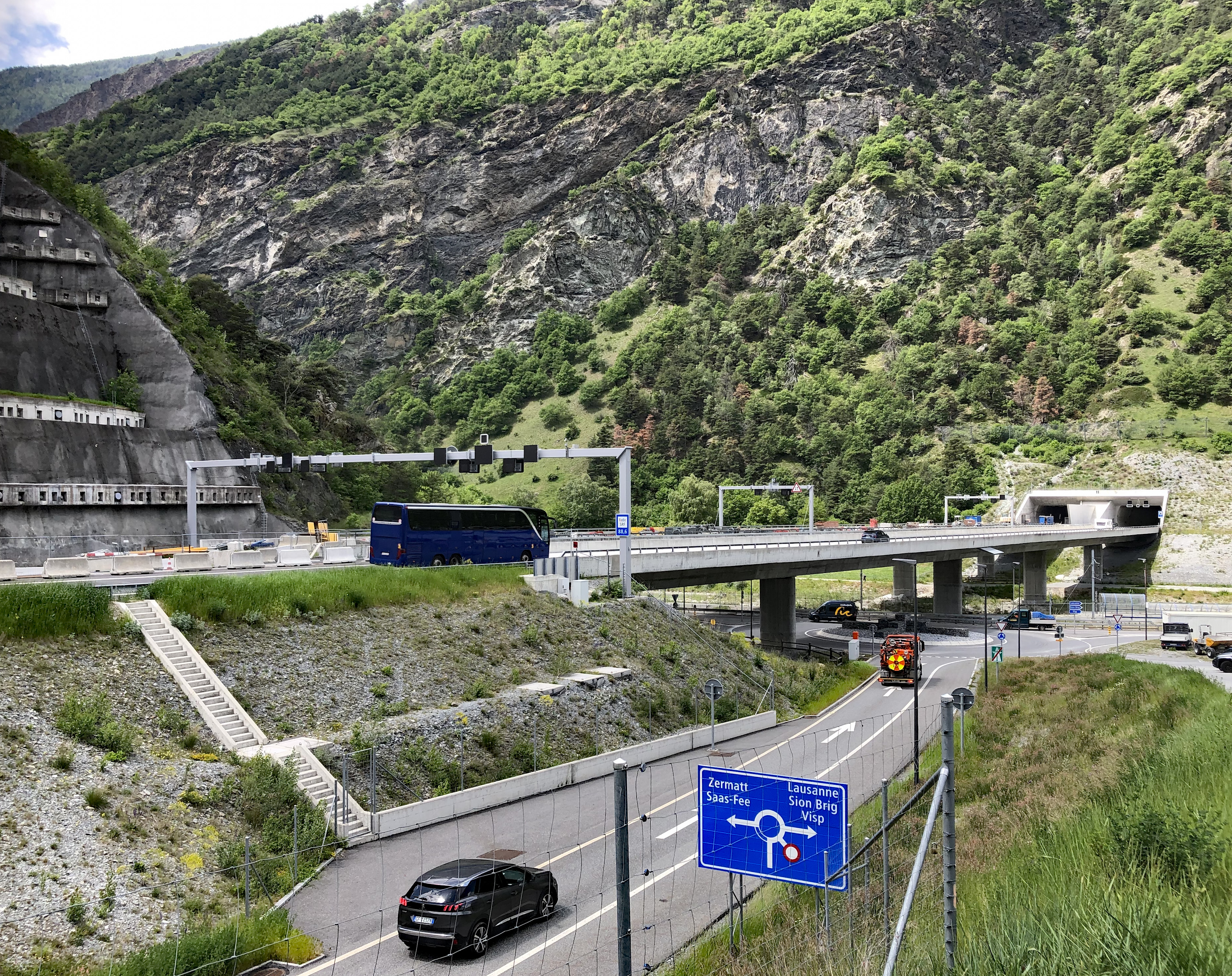
Autobahnanschluss; Brücke über die Vispa
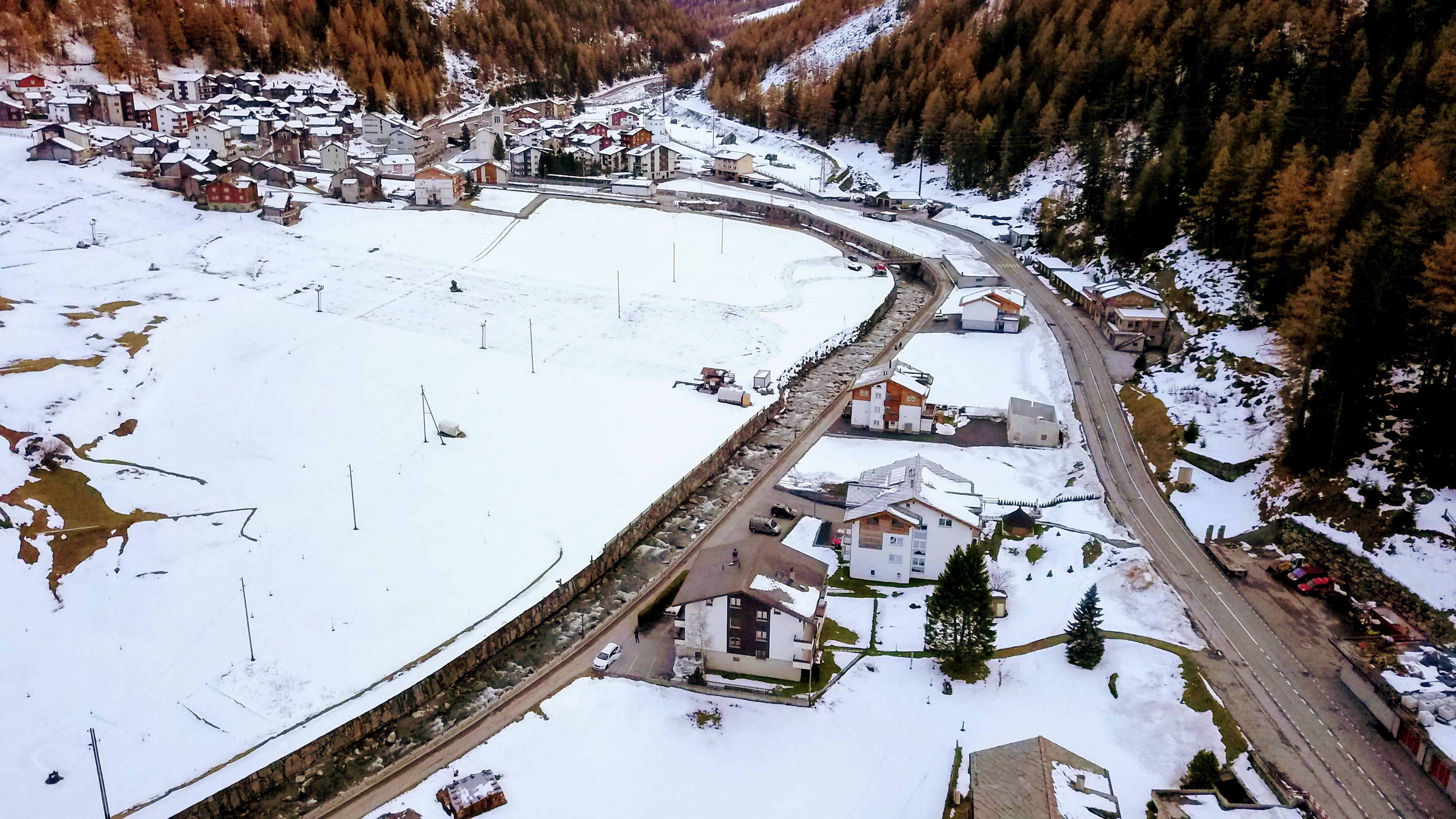
Saas-Balen
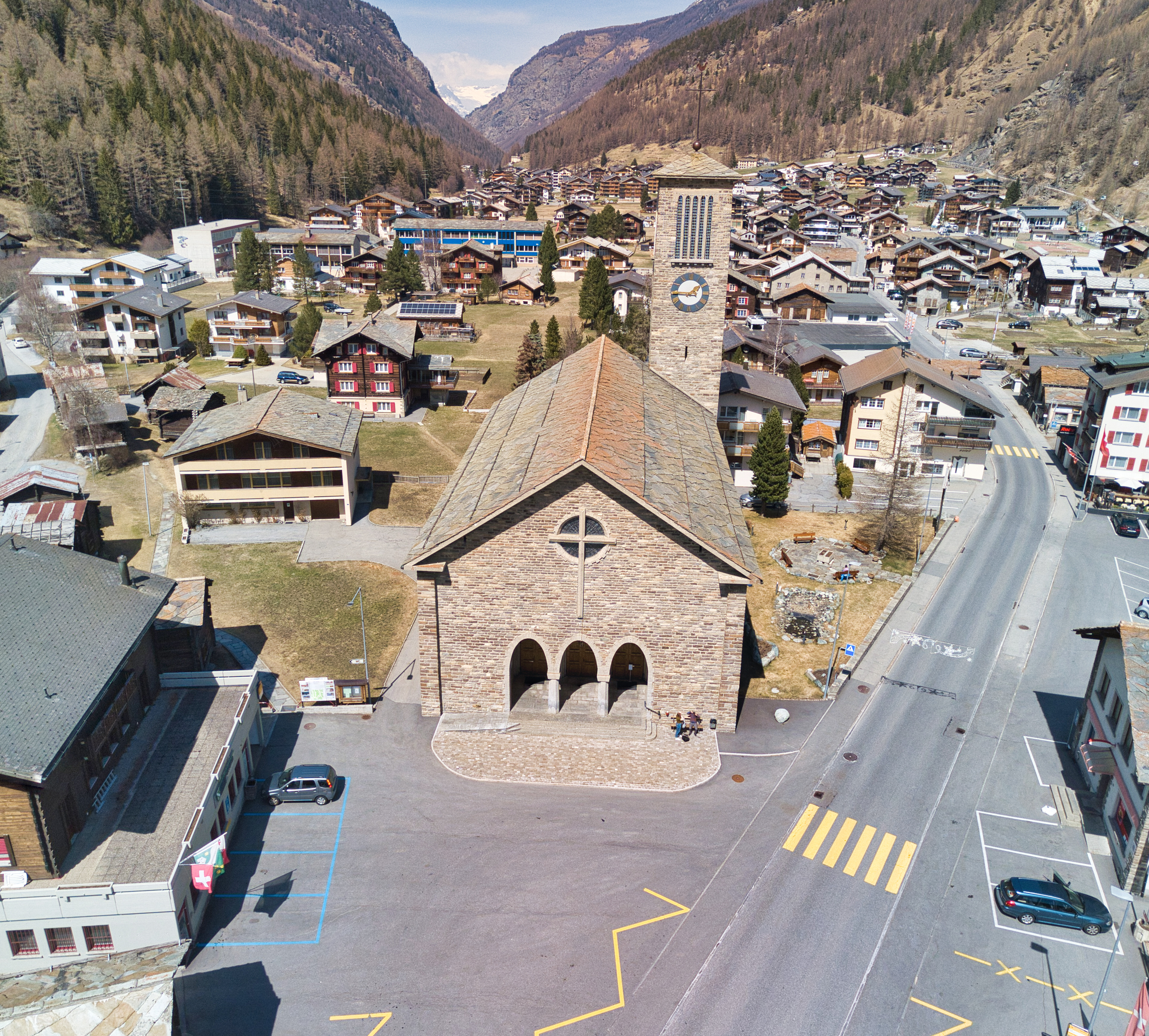
Saas-Grund